# Mormyska

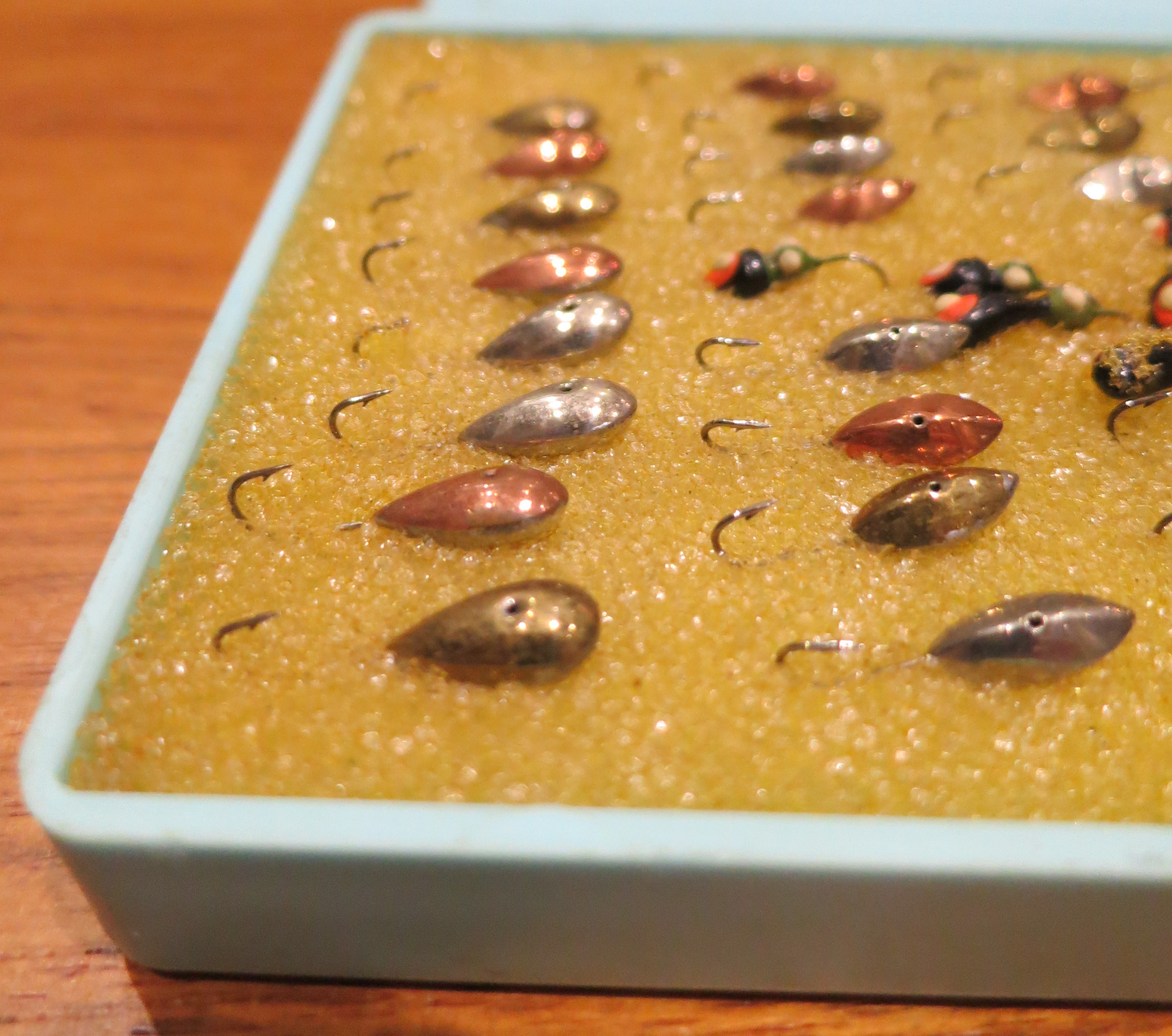
Mormyskor för isfiske

Mormyska (ry. мормышка – mormysjka) är ett litet bete med en förtyngd enkelkrok, oftast i volfram. Det används oftast vid pimpling efter abborre. Det kan agnas med fjädermygglarv eller fluglarv.
Namnet kommer från det ryska ordet för liten bottenkrälande larv. I Sverige används allt oftare den kortare varianten "myska" eller "myskor".